# Лин
Лин (Tinca tinca) — риба ряду коропоподібних, єдиний представник роду Tinca та родини линових (Tincidae). Широко розповсюджений у прісних водоймах Євразії. Назву риба отримала швидше за все внаслідок здатності на повітрі «линяти»: спійманий лин вкривається великими чорними плямами внаслідок відшарування від шкіри слизу, що вкриває тіло риби.

## Особливості будови
Риба може досягати довжини 70 см та ваги 7 кг. Тіло високе, товсте, вкрите густим шаром слизу; луска дрібна. Рот кінцевий, маленький, м'ясистий з маленькими вусиками по боках. Глоткові зуби однорядні (зазвичай 4-5), широкі, на кінцях загнуті в невеликі гачки. Очі невеликі з червоною райдужкою. Всі плавці закруглені, дуже темні. Черевні плавці у самців помітно довші ніж у самиць. У бічній лінії від 87 до 105 лусок. Забарвлення риби залежить від якості води, характеру ґрунту та освітлення водойми, спина темно-зелена, боки оливкові, черево сіре. В річках лин золотистий, в тінистих лісових озерах темно-зелений, майже чорний.

## Ареал

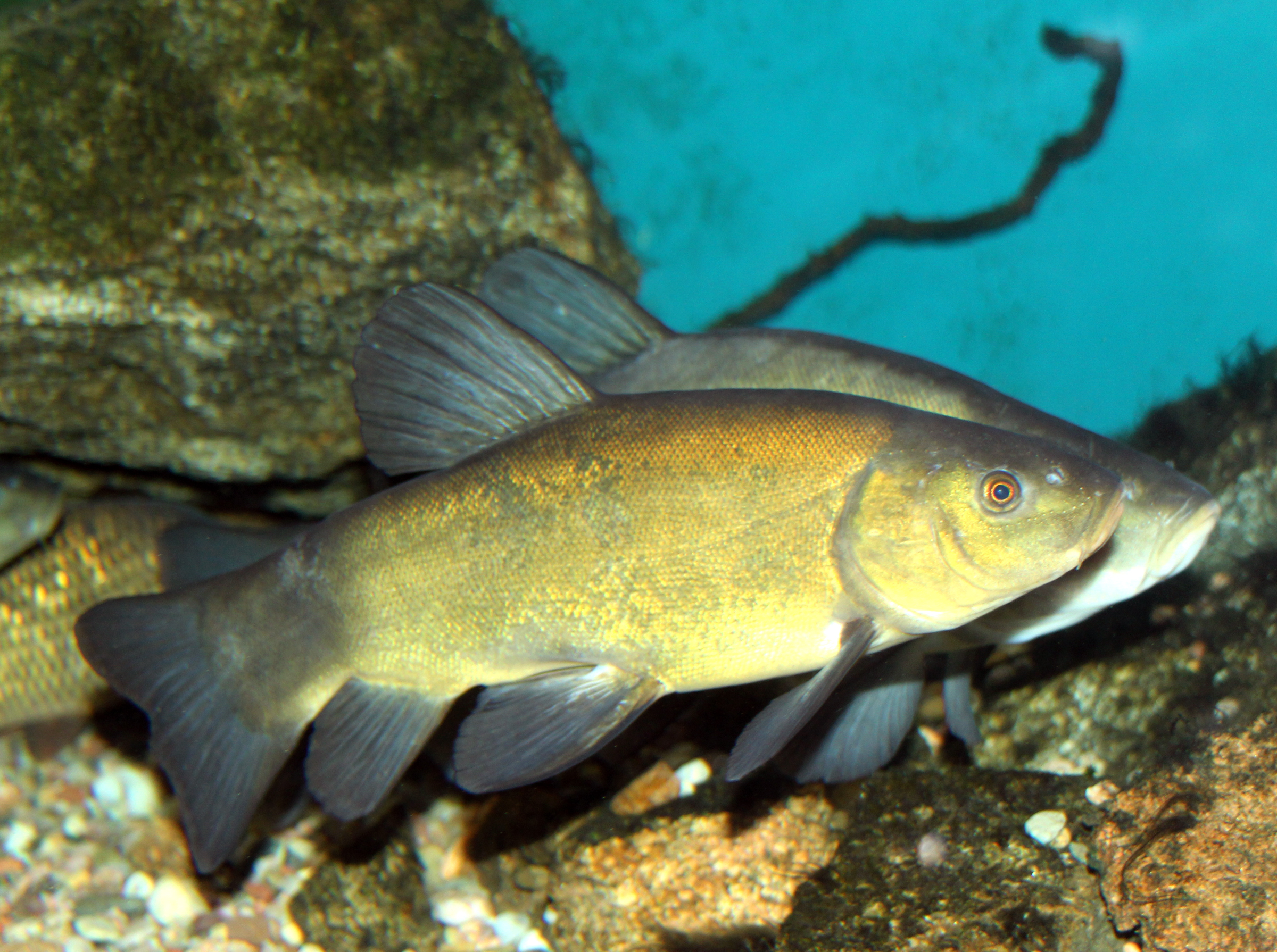
Лин з Влтави на виставці в Празі

Природний ареал охоплює майже всю Європу, крім Ірландії, Скандинавії на північ від 61°30'N, східного адріатичного басейну і західної та північної Греції, де лин вважається інтродуцентом. В Азії природний ареал пролягає на схід до західного Єнісея південніше 60°N. В інших районах Азії є інтродуцентом.

## Спосіб життя
Лин — малорухлива донна риба, живе у стоячих водах із замуленим дном, які гарно прогріваються та мають багато рослинності (затони річок, ставки). Лин уникає течії та холодної води. Добре переносить дефіцит кисню. Не створює великих скупчень (окрім часу нересту та зимівлі) та мало рухається по водоймі. На зимовий період переміщується у найглибші місця водойми, де може занурюватись у мул. Прокидаються лини від сплячки у березні - на початку квітня та починають активно харчуватись, доки не розпочнеться нерест. Дорослі особини харчуються дрібними ракоподібними та молюсками, а також іншими безхребетними, яких розшукують у мулі, крім того можуть споживати водорості.

## Розмноження

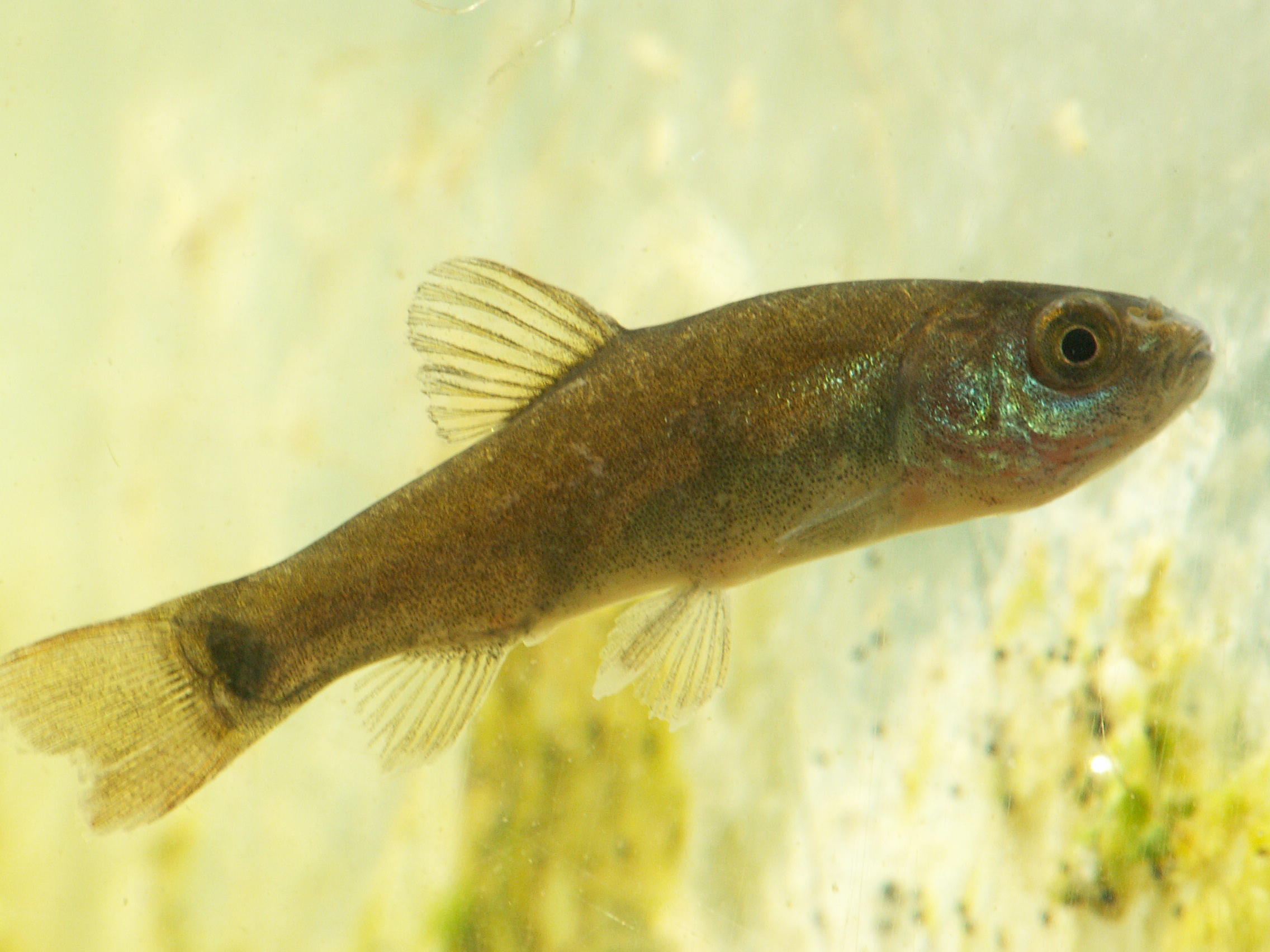
Молода особина лина

Статевої зрілості лин досягає у віці 3 — 4 роки та за довжини 17 — 18 см. Нерест пізній, починається у кінці травня за температури води 20 °C та продовжується до 2 місяців в 2 — 3 етапи з проміжками, що відповідають часу дозрівання чергових порцій ікри. Ікра відкладається у чистій слабопроточній воді на глибині 0,6 — 1 м на підводні частини рослин. Ікра дрібна, зеленуватого кольору. Риби характеризуються великою плодючістю, але велика кількість ікри та молоді гине з різних причин. Личинки та мальки розвиваються довго й повільно ростуть. Швидкість росту молодих особин залежить від місця проживання: в південних районах вони ростуть та розвиваються значно швидше ніж у північних. Живляться спочатку зоопланктоном та водоростями, потім різноманітними безхребетними.

## Значення для людини
Риба має високі смакові якості, є об'єктом промислу для рибалок-аматорів та в деяких регіонах об'єктом розведення. Виведена золота форма лина, що аналогічна золотій рибці, яка виведена від карася. В деяких країнах Європи м'ясо, печінка, слиз лина вважаються лікарськими препаратами. Великі особини через надзвичайну обережність та силу є одним з найскладніших, а отже найбажаніших трофеїв рибалок. Для ловлі великого лина потрібна дуже тонка волосінь (не більше 0,12 мм), дуже дрібні та тонкі гачки. Водночас снасть має бути дуже міцною, аби витримати велику та сильну рибу. Найкращою наживкою на лина вважається дощовий черв'як.